# Niko Vukančić
Niko Vukančić (* 16. Februar 2002 in Hannover) ist ein deutsch-kroatischer Fußballspieler. Der Innenverteidiger stand zuletzt beim FC Erzgebirge Aue unter Vertrag.

## Familie
Vukančić und sein Zwillingsbruder Denis wurden in Hannover geboren. Ihr Cousin Igor Antunović ist ebenfalls Fußballspieler.

## Karriere
Vukančić begann gemeinsam mit seinem Zwillingsbruder im Hannoveraner Stadtteil Bemerode in der Jugend des TSV Bemerode mit dem Fußballspielen. 2015 wechselten sie gemeinsam in das Nachwuchsleistungszentrum von Hannover 96. Dort gewannen sie in der Saison 2015/16 mit den C2-Junioren (U14) die Meisterschaft in der zweitklassigen Landesliga Hannover. In der folgenden Saison spielten sie mit den C1-Junioren (U15) in der C-Junioren-Regionalliga Nord. Zur Saison 2017/18 wechselten die Brüder gemeinsam in das NLZ des VfL Wolfsburg und spielten dort zunächst mit den B2-Junioren (U16) in der zweitklassigen B-Junioren-Regionalliga Nord, ehe sie zur Saison 2018/19 in die U17 aufrückten, mit der sie in der B-Junioren-Bundesliga  Meister der Staffel Nord/Nordost wurden. In der Endrunde der gesamtdeutschen Meisterschaft scheiterte die Mannschaft jedoch an Borussia Dortmund; Niko kam dabei in beiden Spielen zum Einsatz. In den Spielzeiten 2019/20 und 2020/21 waren die Brüder mit den A-Junioren (U19) in der A-Junioren-Bundesliga in einer Mannschaft aktiv, jedoch wurden beide Spielzeiten während der COVID-19-Pandemie im März 2020 bzw. ab November 2020 abgebrochen.
Nach dem Ende ihrer Juniorenzeit schafften die Zwillinge nicht den Sprung in die Profimannschaft; zudem hatte der VfL seine zweite Mannschaft vom Spielbetrieb abgemeldet. Niko und Denis wechselten daher gemeinsam zur Saison 2021/22 in die viertklassigen Regionalliga Nord zum HSC Hannover. Der Innenverteidiger kam bis zur Winterpause in 17 Regionalligaspiel zum Einsatz, stand stets in der Startelf und erzielte ein Tor. Ende Januar 2022 wechselte er in die Regionalliga West zur zweiten Mannschaft des Zweitligisten Fortuna Düsseldorf. Damit spielte er erstmals nicht mit Denis in einer Mannschaft. Bis zum Saisonende kam Vukančić 13-mal (11-mal von Beginn) in der Liga zum Einsatz. Mit dem Beginn der Sommervorbereitung 2022 wurde Vukančić von Daniel Thioune in die Profimannschaft befördert. Nach einigen Spielen als ungenutzter Einwechselspieler debütierte der 20-Jährige am 1. Oktober 2022 in der 2. Bundesliga, als er bei einem 4:1-Sieg gegen Arminia Bielefeld kurz vor dem Spielende eingewechselt wurde.
Der Verteidiger verließ Düsseldorf bereits nach eineinhalb Jahren wieder und schloss sich zur Saison 2023/24 dem Drittligisten Erzgebirge Aue an. Im Sommer 2025 verließ Vukančić Erzgebirge Aue.

## Erfolge
- Meister der B-Junioren-Bundesliga Nord/Nordost: 2019
- Meister der C-Junioren-Landesliga Hannover: 2016